# 春日神社 (各務原市下中屋町)
春日神社（かすがじんじゃ）は、岐阜県各務原市下中屋町に鎮座する神社（春日神社）。

## 概要
創建時期は不詳。尾張国河野に創建された天台宗の寺院（現・河野西入坊）の鎮守の神として創建したという。時期は不明だが、各務郡上戸村（現・各務原市上戸町）の春日神社を分祀する。
1875年（明治8年）、境内のほぼ東半分が新たな敬恪義校の校地となる。

## 祭神
- 武甕槌神
- 経津主神
- 天児屋根命
- 姫大神

## 境内社
- 秋葉神社
- 西宮神社

読みは「さいぐうじんじゃ」。通称は「おしゃもじさま」。
秋葉神社、西宮神社は、春日神社の境内社では無く、別の神社とすることもある

## 石碑など
- 慰霊碑

1952年（昭和27年）建立
- 平和を祈る碑

旧・敬恪校下（大佐野町、神置町、上中屋町、下中屋町、成清町、松本町）の戦没者名が刻まれた碑。1976年（昭和51年）建立。